# Aïcha Boro
Chloé Aïcha Boro Letterier, née le 24 mai 1978 est une écrivaine, réalisatrice et scénariste burkinabè.

## Biographie
Chloé Aïcha Boro grandit à Ouagadougou près de la carrière de Balolé. Elle étudie la littérature moderne et poursuit une carrière de journaliste. Elle écrit pour les magazines et journaux burkinabés La Voix du Sahel et Le Marabout, et publie son premier roman, Paroles orpheline, en 2006. Partiellement autobiographique, il reçoit le prix Naji Naaman au Liban. Chloé Aïcha Boro se tourne vers le cinéma . Elle est assistante réalisatrice et présentatrice de l'émission télévisée Koodo, recevant le prix Galian en 2006. Elle  produit un documentaire sur les organismes génétiquement modifiés et présente une émission de radio pour Radio Gambidi. En 2010, Boro s'installe en France.
En 2012, elle réalise son premier film, Sur les traces de Salimata. Chloé Aïcha Boro sort son premier long métrage documentaire, Farafin Ko, en 2014. En 2017, elle réalise France-Aurevoir, le nouveau commerce triangulaire. Il est nommé meilleur documentaire au Festival international de cinéma vues d'Afrique à Montréal. Le film examine le commerce triangulaire du coton. En 2018, elle écrit le roman Notre Djihad intérieur, examinant les thèmes de l'exil et des contradictions de la foi en racontant l'histoire d'un expatrié africain vivant en France et retournant dans son village. 
En 2019, elle réalise Le Loup d'or de Balolé. Le documentaire suit les ouvriers de la carrière de Balolé et les effets de la révolution politique de 2014. Il reçoit le prix du meilleur long métrage documentaire au Festival panafricain du cinéma et de la télévision de Ouagadougou,. C'est la première femme à recevoir ce prix du cinéma africain.
En 2022, Al Djanat (Paradis originel) sort sur les écrans. Cette fois, elle filme l'histoire familiale. Chloé Aïcha Boro est une Boro, apparentée à la famille Coulibaly  au sein du peuple des Malinkés. Son oncle Ousmane meurt piétiné par la foule lors de son Hajj à La Mecque. Il laisse 19 enfants et des frères. Les frères veulent vendre la cour ancestrale. Une partie des enfants souhaitent garder la cour et perpétuer la tradition. Le conflit est porté devant le tribunal. La caméra de Chloé Aïcha Boro suit les principaux protagonistes.
En 2025, elle présente un long métrage de fiction, Les Invertueuses en compétition officielle au FESPACO 2025. Le film, qui défend l’autodétermination de la femme, provoque des remous dans la presse burkinabée : certains saluent une œuvre audacieuse qui bouscule les normes sociétales, tandis que d'autres critiquent une approche jugée trop occidentalisée ou provocatrice dans le contexte culturel local. La réalisatrice confie son trouble mais maintient ses positions lors de son débat-forum à la Semaine de la critique du Fespaco.

## Filmographie
- 2012 : Sur les traces de Salimata[6].
- 2014 : Farafin Ko, une cour entre deux mondes[7].
- 2017 : France-Aurevoir, le nouveau commerce triangulaire.
- 2019 : Le Loup d'or de Balolé[14],[15],[16],[17].
- 2022 : Al Djanat (Paradis originel)[18].
- 2025 : Les Invertueuses, fiction (96 min) [19].

## Publications
- Paroles d'orphelines., L'Harmattan, 2012 (ISBN 978-2-296-23006-4, OCLC 1100962843).
- L'oeil du bouc, Éd. métissées, dl 2012 (ISBN 978-2-9542945-0-6, OCLC 842408427).
- Notre djihad intérieur : roman, Les Éditions La Bruyère, dl 2018 (ISBN 978-2-7500-1388-2, OCLC 1117732930).

## Prix et distinctions
- 2021 : trophée francophone du long-métrage documentaire à Kigali, au Rwanda pour le film Le Loup d'or de Balolé[20].
- 2019 : Étalon d’or au Fespaco en mars 2019 et meilleur long métrage aux trophées du cinéma[21].
- 2017 : prix du meilleur documentaire au festival Vues d'Afrique.
- 2006 : prix Galian en 2006[4].
- 2015 : Grand Prix Kilimandjaro du meilleur long métrage documentaire au Festival Africlap pour Farafin Ko, une cour entre deux mondes.
- 2014 : Grand prix long-métrage au festival international de Blitta (Togo) pour le film Farafin Ko, une cour entre deux mondes [14].
- 2023 : Prix spécial UEMOA de court métrage documentaire et Prix Ababacar Samb Makharam de la ville de Ouagadougou au Fespaco 2023 pour Al Djanat
- 2023 : prix du jury, prix du public, Festival international du cinéma documentaire de Majorque pour Al Djanat[22]